# Myas
Myas is een geslacht van kevers uit de familie van de loopkevers (Carabidae). De wetenschappelijke naam van het geslacht is voor het eerst geldig gepubliceerd in 1826 door Sturm.

## Soorten
Het geslacht Myas omvat de volgende soorten:
- Myas chalybeus (Palliardi, 1825)
- Myas coracinus (Say, 1823)
- Myas cyanescens Dejean, 1828
- Myas lindrothi (Allen, 1980)